# Doubs (folyó)
A Doubs folyó Franciaország és Svájc területén, a Saône bal oldali mellékfolyója.

## Földrajzi adatok
Mouthe-nál, Doubs megyében az Alpokban ered 945 méter magasan, és Verdun-sur-le-Doubs-nál, Saône-et-Loire megyében torkollik a Saône-ba. Hossza 453,1 km, vízgyűjtő területe 7606 km². Átlagos vízhozama 176 m³/s.
Mellékfolyói a Loue és a Dessoubre.

## Megyék, kantonok és városok a folyó mentén
- Doubs : Pontarlier, Montbéliard, Besançon
- Neuchâtel (CH)
- Jura (CH): Saint-Ursanne.
- Jura : Dole
- Saône-et-Loire : Lays-sur-le-Doubs